# 戀上換裝娃娃
《戀上換裝娃娃》（日語：その着せ替え人形はラジオをする，簡稱「／ Kisekoi」）是日本漫畫家福田晉一的Cosplay題材青年漫畫作品，最早於2018年1月19日發售的《YOUNG GANGAN》No.3開始連載，於2025年3月21日完結。作品講述喜歡製作女兒節娃娃的男高中生五條新菜憑著出色的手工技術，結識同班喜愛Cosplay的美少女辣妹喜多川海夢的故事。改編電視動畫第1季於2022年1月至3月播放，第2季於2025年7月播出。改編電視劇於2024年10月9日至12月11日播映。截至2024年11月，系列累積發行超過1200萬本。

## 故事簡介
本作的故事背景建立在近現代日本，講述高中一年級學生五條新菜的經歷。新菜受到祖父影響，喜愛製作女兒節娃娃，並立志成為女兒節娃娃工匠，然而青梅竹馬青柳乃華不認同其興趣的言論使新菜遭受心理創傷，連帶影響他表達情感的能力。在第一學期的某天，不善交際的新菜被其班內的中心人物喜多川海夢看到他在學校的服裝室裡製作娃娃服裝。海夢觀察新菜的縫紉技巧後，決定拜託新菜製作她喜歡的電子遊戲角色的Cosplay服裝。然而新菜從未為真人設計過衣服，但在海夢的強烈要求下還是答應了。新菜誤以為有時間上的壓力，便在面臨考試和祖父身體微恙的情形下，咬牙熬夜完成服裝，讓海夢相當感動。之後兩人參與了Cosplay活動，海夢對新菜萌生愛意。
Cosplayer乾紗壽葉看到了海夢Cosplay的照片，對她身穿的服裝一見鍾情，便主動找上新菜，要他也為自己製作衣服。紗壽葉的妹妹心壽一直以來僅為姊姊拍照和後製。她受到海夢影響，也萌生Cosplay念頭，並瞞著姊姊委託新菜製作服裝。除了製作Cosplay服裝，海夢與新菜也一起逛街、賞煙火、看電影，兩人的關係逐漸親近。他們還認識了偽娘Cosplayer姬野天音。在文化祭期間，新菜製作了海夢要用來參加選美比賽的服裝，過程中受到許多同學協助，而他的手藝也受到同學們讚賞，因此使他和班上同學的關係更融洽。
新菜隨著劇情進展逐漸意識到自己對海夢的情感，經過多番轉折後，新菜正式向海夢告白成功，雙方正式成為情侶關係。故事尾聲，時間來到多年後，海夢已是活躍時尚界的模特兒，新菜則繼承祖父的衣缽成為女兒節娃娃工匠，新菜與海夢正式結婚之餘，他仍繼續改良創作新款的女兒節娃娃，結尾鏡頭是新菜與海夢跟著家人在家裡聚會。

## 登場角色

### 主角
五條新菜（Gojō Wakana，聲：石毛翔彌、高柳知葉（幼時））
本作核心男主角，立志成為女兒節娃娃工匠的高一學生，他爺爺是老練的女兒節娃娃工匠。興趣和習慣是製作女兒節娃娃，擅長裁縫與化妝，無論對象是娃娃本身還是真人，也有豐富的妝服知識。過去因為青柳乃華的關係曾經否定過自己的興趣，長大後因而有了心理創傷而不善於表達自己的情感，不太喜歡出席女性過多的場合，對於人群有些微恐慌，因此憧憬與其形成鮮明對比的海夢。後來隨著受海夢等人委託治裝的頻率增加，讓他的手藝日趨進步，與包含海夢等人的同學們建立羈絆。
個性上較為保守，前期認為海夢只是Cosplay上出服裝的朋友，並不知道海夢單戀他，但在和海夢的相处过程中，逐渐感到了内心的悸动，故事後期和海夢確立情侶關係，最終話透露成年後繼承祖父事業成為知名女兒節娃娃工匠，和海夢結婚並以她為靈感設計創新的女兒節娃娃。婚後育有一女日嘉。
喜多川海夢（Kitagawa Marin，聲：直田姬奈）
本作核心女主角，與新菜同班的美少女，3月5日生日，性格外向，行動力高，食量也稍大，但不擅長手工與料理。討厭別人貶低自己的愛好，也討厭自己的立場遭人無視。因為外貌非常漂亮的關係，存在感也很強。典型御宅族，喜愛玩遊戲和觀看動畫，喜歡的宅文化興趣範圍廣泛，下至兒童向魔法少女動畫上至凌辱系成人遊戲，也喜歡Cosplay，但由於手工不好的關係難以製作好的衣服。在知道新菜懂得縫紉之後拜託其製作服裝，同時也常常找他幫自己化妝。
在第一場Cosplay場次合作後逐漸變得喜歡新菜，起先新菜並不知情，但隨著雙方頻繁來往令新菜也對她產生好感，故事後期正式和新菜以情侶身分交往，最終話透露成年後已是活躍的模特兒，和新菜結婚，成為啟發新菜設計新式女兒節娃娃的靈感來源。婚後誕下一女日嘉。

### 親屬相關者
五條薰（Gojō Kaoru，聲：斧篤志）
新菜的祖父，職業是女兒節娃娃工匠。
五條美織（聲：富岡美沙子）
新菜的堂姐，比新菜年長10歲。
喜多川真澄
海夢的父親。
番外篇中因外孫女日嘉出生而升格成為外祖父。
五條日嘉
番外篇出場。新菜和海夢的女兒，薰的曾孫女。

### Cosplay相關者
乾紗壽葉（Inui Sajuna，聲：種崎敦美）
以「朱朱」（ジュジュ）為化名活動的高人氣美少女Cosplayer。完全中學女校櫻之宮女子高中的二年級生，比新菜大一歲，卻有著與年齡不符的嬌小身驅。過去曾以成為魔法少女為目標，現在則以扮演魔法少女類型兒童動畫的角色取代兒時夢想，且Cosplay出來的都是高品質的照片，為海夢憧憬的Cosplayer。
乾心壽（Inui Shinju，聲：羊宮妃那）
紗壽葉的妹妹，初中生。與姐姐相反，有著高大的身驅（178公分），且為巨乳。與紗壽葉的關係很好，並在其Cosplay時擔任攝影師，但另一方面亦希望能與姐姐一起角色扮演，但因為認為自己不適合而作罷，後來在新菜的幫助下達成願望。
伊藤涼香（Suzuka，聲：三宅麻理惠）
曾以攝影師的身份參加過Cosplay活動，和海夢認識後成為好友。
天野千歲（Amano Chitose，聲：村瀨步）
化名「姬野天音」（Himeno Amane），女裝男性Cosplay。
宇佐見創（Usami Hajime，聲：佐佐木睦）
手工藝用品專門店「Yusawaya」的店員，時常給予新菜製作Cosplay服裝方面的建議與幫助。
相澤りほ（Aizawa Riho，聲：茅野愛衣）

### 同學相關者
菅谷乃羽（Sugaya Nowa，聲：武田羅梨沙多胡）
海夢和新菜的同學，經常和海夢在一起玩的朋友之一。特徵是黑髮挑染紅髮，並紮成雙馬尾。喜歡唱卡拉OK。在唱卡拉OK時追問新菜是不是在和海夢交往，和海夢在一起的新菜慌忙否認，並抱怨說「明明交往就好了」。常常會目不轉睛地看著和海夢在一起的新菜。
八尋大空（Yahiro Daia，聲：雨宮夕夏）
海夢和新菜的同學，經常和海夢在一起玩的朋友之一。特徵是棕色中長髮，戴黑色耳環。與海夢等人參加萬聖節派對，化裝成殭屍護士。
山內瑠音（Yamauchi Rune，聲：關根明良）
海夢和新菜的同學，經常和海夢在一起玩的朋友之一。特徵是橙色波浪形中分長髮，很有精神的眼神。與海夢等人參加萬聖節派對，特攻服打扮。
森田健星（Morita Kensei，聲：內田修一）
海夢和新菜的同學。特徵是黑色中長髮，性格喧鬧。
柏木四季（Kashiwagi Shiki，聲：小松昌平）
海夢和新菜的同學。特徵是金色側分髮，戴黑框眼鏡。
古賀岳流（Koga Takeru，聲：八代拓）
海夢和新菜的同學。特徵是黑色凌亂髮型，打耳洞。
村上公輝（Murakami，聲：廣庭溪斗）
海夢和新菜的同學。特徵是灰白色短髮。
河西成蘭（Kawanishi Seira，聲：若山詩音）
海夢和新菜的同學。特徵是姬髮式長髮，白髮挑染黑髮。在新菜因為無法製作出Cos服裝上的配件「彩紅玫瑰」感到煩惱時，協助新菜製作出「彩紅玫瑰」。
大塚加戀（Ōtsuka Karen，聲：湯淺楓）
海夢和新菜的同學。特徵是著橙色綁高馬尾的捲髮。
花岡多繪（Hanaoka Tae，聲：清水彩香）
海夢和新菜的班導。

### 其他角色
青柳乃華（Aoyagi Nobara，聲：菅野真衣）
新菜的青梅竹馬，導致新菜心靈創傷的元兇。

### 劇中劇角色
黑江雫（Kuroe Shizuku，聲：大橋步夕）
美少女遊戲《聖♡濕漉漉女子學園大小姐是恥辱俱樂部淫亂的夢幻生活2》的登場角色。是海夢第一個Cos的角色。
天花寺米萊／公主雛菊（Tengeji Mirai，聲：丹下櫻）
動畫《花公主烈！！》的登場角色，紫苑稱為「樂天笨蛋」，暗戀著哥哥的戀人朔夜。
二階堂紫苑／公主百合（Nikaidō Shion，聲：宍戶留美）
動畫《花公主烈！！》的登場角色，喜歡姐姐音苑的青梅竹馬朔夜。其闇墮形態「黑百合」是紗壽葉Cos的角色。
紫苑的花寵物（聲：菊池心）
二階堂音苑／黑翠蝶花（Nikaidō Neon，聲：桑島法子）
動畫《花公主烈！！》的登場角色，紫苑的姐姐，暗戀著青梅竹馬颯馬。是海夢Cos的角色。
音苑的花寵物（聲：宮田幸季）
天花寺颯馬（Tengeji Souma）
動畫《花公主烈！！》的登場角色，米萊的哥哥，與朔夜正在交往。是心壽Cos的角色。
白鳥朔夜（Shiratori Sakuya）
動畫《花公主烈！！》的登場角色，音苑和颯馬的青梅竹馬。
貝羅妮卡（Veronica，聲：關根明良）
《KILLING GIGS》登場角色。
莉茲（Liz，聲：久野美咲）
日常系四格漫畫《超暢銷高中生輕小說作家的我每晚受到淫魔夜襲很困擾》的登場角色，身為淫魔每晚都使用各種方法讓要睡著。是海夢Cos的角色。
要（Kaname，聲：白井悠介）
日常系四格漫畫《超暢銷高中生輕小說作家的我每晚受到淫魔夜襲很困擾》的登場角色，身為輕小說作家每晚都在寫輕小說，基本沒在睡覺。
十六夜亞理沙（Izayoi Arisa，聲：島袋美由利）
動畫《我們是月野夜公司！》的登場角色，殺手組織「月野夜公司」的成員。是海夢Cos的角色。
天城紅葉（Amagi Kureha，聲：高橋未奈美）
動畫《我們是月野夜公司！》的登場角色，殺手組織「月野夜公司」的成員。
御神樂小鞠（Mikagura Komari，聲：花守由美里）
動畫《我們是月野夜公司！》的登場角色，殺手組織「月野夜公司」的成員。
神影露娜（Kamikage Luna，聲：井上麻里奈）
動畫《我們是月野夜公司！》的登場角色，殺手組織「月野夜公司」的社長。
組長（Boss，聲：青山穰）
動畫《我們是月野夜公司！》的登場角色，黑道組織「曉組」的組長。
少主（Junior，聲：阿座上洋平）
動畫《我們是月野夜公司！》的登場角色，黑道組織「曉組」的少主。
初瀨川昴（聲：菊池紗矢香）
偶像養成遊戲《太空偶像宇宙戀人》的登場角色。是姬野遇到新菜與海夢時Cos的角色。
西蓮寺悠（聲：松岡美里）
偶像養成遊戲《太空偶像宇宙戀人》的登場角色。
九星波（聲：富岡美沙子）
偶像養成遊戲《太空偶像宇宙戀人》的登場角色。
鴻上麗（聲：矢野妃菜喜）
動畫《學生會長是No.1牛郎》的登場角色，同時身為女子高中學生會長與牛郎店「彩紅玫瑰」的No.1牛郎「阿利」。是海夢在文化祭上Cos的角色。
三島曆（聲：月嶋真弓）
動畫《學生會長是No.1牛郎》的登場角色，經常與麗分享自己的便當。
紬十喜子（聲：甲斐田裕子）
動畫《學生會長是No.1牛郎》的登場角色。

## 出版書籍

### 漫畫
於2018年1月19日開始於《YOUNG GANGAN》連載，出版商為史克威尔艾尼克斯，單行本已發行14卷。2019年7月的Anime Expo期間，史克威尔艾尼克斯宣佈將發行《戀上換裝娃娃》的英文版本，並在2020年作為「Square Enix Manga & Books」的一部分出版。在2020年的C97期間，《戀上換裝娃娃》請到伊織萌等著名Cosplayer幫忙宣傳，其中伊織萌Cosplay了作中由海夢扮演的《花公主烈！！》的角色「黑翠蝶花」。
除此之外，單行本的封面人物皆是海夢，並從第2卷開始為其角色扮演後的模樣，好讓讀者欣賞作者獨具匠心的Cosplay服設計。
| 冊數 | 史克威尔艾尼克斯 | 史克威尔艾尼克斯                                        | 東立出版社                  | 東立出版社                                                  |
| 冊數 | 發售日期         | ISBN                                                    | 發售日期                    | ISBN                                                        |
| ---- | ---------------- | ------------------------------------------------------- | --------------------------- | ----------------------------------------------------------- |
| 1    | 2018年11月24日   | ISBN 978-4-7575-5920-2                                  | 2019年12月6日               | ISBN 978-9-5726-4106-4                                      |
| 2    | 2018年11月24日   | ISBN 978-4-7575-5921-9                                  | 2020年7月2日                | ISBN 978-957-26-4107-1                                      |
| 3    | 2019年5月25日    | ISBN 978-4-7575-6138-0                                  | 2020年8月3日                | ISBN 978-957-26-4108-8                                      |
| 4    | 2019年10月25日   | ISBN 978-4-7575-6355-1                                  | 2021年1月8日                | ISBN 978-957-26-4421-8                                      |
| 5    | 2020年5月25日    | ISBN 978-4-7575-6657-6 ISBN 978-4-7575-6658-3（特裝版） | 2021年3月12日               | ISBN 978-957-26-6157-4                                      |
| 6    | 2020年11月25日   | ISBN 978-4-7575-6959-1                                  | 2021年9月16日               | ISBN 978-957-26-6736-1                                      |
| 7    | 2021年4月24日    | ISBN 978-4-7575-7212-6 ISBN 978-4-7575-7213-3（特裝版） | 2022年2月14日               | ISBN 978-957-26-7200-6                                      |
| 8    | 2021年10月25日   | ISBN 978-4-7575-7344-4 ISBN 978-4-7575-7345-1（特裝版） | 2022年3月31日               | ISBN 978-957-26-8773-4（特裝版）                            |
| 8    | 2021年10月25日   | ISBN 978-4-7575-7344-4 ISBN 978-4-7575-7345-1（特裝版） | 2022年4月7日                | ISBN 978-957-26-8376-7                                      |
| 9    | 2022年3月25日    | ISBN 978-4-7575-7837-1                                  | 2022年6月10日               | ISBN 978-957-26-9120-5（首刷限定版）                        |
| 9    | 2022年3月25日    | ISBN 978-4-7575-7837-1                                  | 2022年6月17日               | ISBN 978-957-26-9119-9                                      |
| 10   | 2022年9月24日    | ISBN 978-4-7575-8101-2 ISBN 978-4-7575-8102-9（特裝版） | 2023年1月13日               | ISBN 978-626-347-524-3（首刷限定版） ISBN 978-626-347-373-7 |
| 11   | 2023年3月25日    | ISBN 978-4-7575-8425-9 ISBN 978-4-7575-8426-6（特裝版） | 2023年7月10日 2023年7月17日 | ISBN 978-626-360-979-2（首刷限定版） ISBN 978-626-360-774-3 |
| 12   | 2023年9月25日    | ISBN 978-4-7575-8748-9 ISBN 978-4-7575-8749-6（特裝版） | 2024年1月22日               | ISBN 978-626-02-0383-2（首刷限定版） ISBN 978-626-02-0285-9 |
| 13   | 2024年5月24日    | ISBN 978-4-7575-9132-5 ISBN 978-4-7575-9133-2（特裝版） | 2024年11月14日              | ISBN 978-626-02-2844-6（首刷限定版）                        |
| 13   | 2024年5月24日    | ISBN 978-4-7575-9132-5 ISBN 978-4-7575-9133-2（特裝版） | 2024年11月21日              | ISBN 978-626-02-2200-0                                      |
| 14   | 2024年11月25日   | ISBN 978-4-7575-9492-0 ISBN 978-4-7575-9493-7（特裝版） | 2025年4月7日                | ISBN 978-626-02-4310-4（首刷限定版）                        |
| 14   | 2024年11月25日   | ISBN 978-4-7575-9492-0 ISBN 978-4-7575-9493-7（特裝版） | 2025年4月7日                | ISBN 978-626-02-3731-8                                      |
| 15   | 2025年7月25日    | ISBN 978-4-7575-9972-7                                  |                             |                                                             |

### 其他
戀上換裝娃娃TV動畫公式FANBOOK 沒人贏得過喜多川海夢
| 史克威尔艾尼克斯 | 史克威尔艾尼克斯       | 東立出版社   | 東立出版社             |
| 發售日期         | ISBN                   | 發售日期     | ISBN                   |
| ---------------- | ---------------------- | ------------ | ---------------------- |
| 2022年9月24日    | ISBN 978-4-7575-8158-6 | 2025年2月6日 | ISBN 978-626-02-2963-4 |

## 創作
《戀上換裝娃娃》以Cosplay為主軸，描述少年少女之間的成長和戀情。該作的特色是其有很多強調性感的情節，以及角色於製作Cosplay服期間的心理變化。除此之外，《戀上換裝娃娃》亦有關於化妝和攝影的描述，以反映Cosplayer的現實狀況。
在漫畫出版的一年前，作者福田晉一曾多次到女兒節娃娃專門店「鈴木人形」取材。「鈴木人形」第三代老闆鈴木慶章為漫畫男主角五條新菜的藍本。
在角色的設計理念方面，作者設計海夢時，是為希望「想跟cosplayer交往」、「學生時期裏想跟這樣的女生交往」的男性讀者而設計的。在最初的設定中，新菜雖然跟現在一樣都感到自己的興趣跟周圍格格不入，但性格並沒有現在般纖細，而是更為放鬆，對海夢不使用丁寧語，他說「你說甚麼」的表情沒有這麼認真，也不是沒有朋友。不過，出於劇情考量，為了衍生出「新菜跟海夢兩人一同解決問題」的情節，新菜最終設定為沒有朋友，父母雙亡，以消除他可以尋求協助的對象。為了讓讀者在第1話就留下深刻印象，創作了「聖♡濕漉漉女子學園」等尺度很大的對白。作者認為這些內容會引起爭議，遊戲內容亦無法在動畫中呈現，因此在連載前已經對本作能否動畫化一事完全不抱有期望。創作的角色服裝也沒有為了可能的動畫化，而設計得簡單一點。
為了配合故事劇情，作者刻意改變自己的畫法。到終於習慣了以後，卻在文化祭篇中，發現自己的新畫法會將為海夢化麗大人的妝容時的新菜畫得太可愛，因此得強行回復原來的畫法，讓她費了一番功夫。

## 迴響
全國書店店員推薦漫畫的主辦方日本出版販賣談到《戀上換裝娃娃》形容其是一個「謹慎的男生與女孩相處的故事」，特別是男性讀者很容易會把感情代入到該作中。日本出版販售也調查了《戀上換裝娃娃》的讀者年齡，其中截至2020年1月時大約70%的讀者都是男性。另外該作本身就是一部女性也可以享受的漫畫，因此亦有一定程度的女性讀者群。
《戀上換裝娃娃》在開始連載後獲得多個漫畫獎項的提名，在一般投票型的漫畫獎中都取得不錯的成績，包括2019年下一部漫畫大賞纸本漫画部门的第六名、2020年電子漫畫大賞（電子コミック大賞）男性部門得獎和2020年全國書店店員推薦漫畫的第三位。而在同年的《這本漫畫真厲害！》中，《戀上換裝娃娃》則位列第16位。2023年BookLive讀者票選戀愛漫畫第2名。
截至2020年11月，漫畫單行本累積發行超過200萬本。截至2021年4月，累積發行超過250萬本。截至2021年10月，累積發行超過300萬本。改編電視動畫首播時（2022年1月8日），累積發行超過350萬本。在播映一個月後（同年2月2日宣佈），累積發行量急升至超過450萬本，2月22日宣佈突破500萬本，3月25日宣佈突破550萬本。

## 電視動畫
改編電視動畫第1季於2022年1月至3月播放，動畫製作公司是CloverWorks。播映時間跟同由CloverWorks製作的相連。動畫旁白為富岡美沙子。
網絡廣播節目《電台換裝娃娃》（簡稱）由2021年12月17日起於音泉和Aniplex的YouTube頻道上播映，直田姬奈、石毛翔彌主持。已宣佈將推出五名角色的女兒節娃娃，女兒節娃娃專門店「鈴木人形」負責製作。
第2集新菜遊玩《濕漉女2》時的螢幕畫面，在播映時以過曝導致白成一片的效果處理；另已繪畫實際遊戲畫面，於BD中披露。
2022年9月17日，宣布製作續作動畫。第2季於2025年7月播出。

### 消息公佈、宣傳
2021年4月16日（《Young Gangan》No.09發售日，該期為漫畫第57話），宣佈將獲改編為電視動畫。10月15日，公開第1張主視覺圖，並公佈動畫主要製作陣容——導演為曾執導《A3! SEASON SPRING & SUMMER》的篠原啓輔，動畫製作公司為CloverWorks。10月25日，宣佈動畫將於2022年1月首播，公佈飾演兩名主角的聲優——直田姬奈和石毛翔彌，並公開第1條宣傳片，初次公開動畫片段。11月14日，在Aniplex YouTube頻道播出直播節目，節目中公佈兩名配角的聲優——種崎敦美和羊宮妃那。12月4日，在同一YouTube頻道第二次播出公佈新消息的直播節目，節目中宣佈首播日期為1月8日，並公開第2條宣傳片和第2張主視覺圖，以及主題曲詳情。
播映期間，在Aniplex YouTube頻道上展開綜藝特別企劃，飾演男主角的石毛翔彌將為飾演女主角的直田姬奈製作劇中劇角色「黑江雫」的cosplay服裝。節目中由cosplay專題雜誌《COSPLAY MODE》副總編輯指導石毛和直田如何製作cosplay服裝。2022年2月3日發售的《COSPLAY MODE》3月號亦以伊織萌cosplay的黑江雫為封面。2022年3月27日，於AnimeJapan2022的BLUE STAGE舉辦舞台活動，出席者包括聲優直田姬奈、石毛翔彌、種崎敦美、羊宮妃那，以及cosplayer伊織萌。當日亦披露了上述由石毛為直田製作的cosplay服裝。
2022年3月3日，宣佈將推出五條新菜、喜多川海夢、乾紗壽葉、乾心壽、五條薰，共五名角色的女兒節娃娃，女兒節娃娃專門店「鈴木人形」負責製作。2022年3月10日，宣佈在3月18日至4月5日期間跟motto cafe舉辦合作活動，菜單以動畫為主題，其中包括海夢在第7集做壞了的蛋炒飯。2022年7月7日，宣佈將於9月17日在J:COM會堂八王子舉辦現場活動，出席者包括4名飾演主要角色的聲優和主唱主題曲的兩組藝人。

### 製作

#### 製作人員
本作導演為篠原啓輔，以前曾擔任《BLACKFOX》、《A3! SEASON SPRING & SUMMER》的導演和《奇蛋物語 Wonder Egg Priority》第6集的分鏡師。他接到這次工作時，原作推出至單行本第4卷，當時篇幅上難以做到最終回，因此系列構成上也未決定最終回要做到哪裏。本作由富田賴子擔任系列構成和全部集數的編劇，第1話劇本初稿於2020年5月完成。動畫製作人梅原翔太曾於（2016年播映）擔任第3集的製作進行，富田是該集的編劇。梅原翔太也曾擔任《奇蛋物語 Wonder Egg Priority》的動畫製作人。
人物設定由石田一將負責，他亦是本作4名總作畫監督之一；出身自XEBEC的他曾任《奇蛋物語 Wonder Egg Priority》第2集作畫監督。另外3名總作畫監督分別為《Fate/Grand Order -絕對魔獸戰線巴比倫尼亞-》作畫監督、《城下町的蒲公英》總作畫監督兼人物設定師小林真平；《奇蛋物語 Wonder Egg Priority》作畫監督、《皿三昧》總作畫監督川妻智美；以及動畫工房動畫師、《三者三葉》等作品的人物設定師山崎淳。其中山崎淳在第11話親自擔任作畫監督，負責其中180個分鏡。
自由身動畫師西原惠利香擔任本作的服裝設定。動畫製作人梅原翔太指他一直都想找西原參與他手下的動畫製作，在西原轉為自由身時（她原為WIT STUDIO的動畫師）趁機邀請她加入《戀上換裝娃娃》的動畫製作。山口舞和分別擔任色彩設計和攝影監督，都是初次在電視動畫系列中擔任其職位。
除了上述的篠原啓輔、梅原翔太、石田一將和川妻智美外，還有多名製作人員曾參與《奇蛋物語 Wonder Egg Priority》的製作：本作第4話分鏡師兼演出師小室裕一郎曾負責《奇蛋物語 Wonder Egg Priority》第4話的分鏡和演出，本作第5、10話作畫監督助川裕彥曾擔任《奇蛋物語 Wonder Egg Priority》第5話的作畫監督，本作第6話分鏡師兼演出師牛嶋新一郎也曾負責《奇蛋物語 Wonder Egg Priority》第5話的分鏡和演出，本作第9話分鏡師兼演出師山崎雄太是《奇蛋物語 Wonder Egg Priority》的副導演 ，本作第17話分鏡師若林信是《奇蛋物語 Wonder Egg Priority》的導演。
其中第8集有多名《奇蛋物語 Wonder Egg Priority》製作人員擔任該集主要職位。在該集負責分鏡和演出的川上雄介是前作的動作指導，這是他初次負責分鏡和演出。該集的作畫監督小林惠祐是前作的核心動畫師。小林惠祐一直是梅原翔太手上作品的重要人物，事隔數年再次在梅原的作品中擔任作畫監督。第8集中海邊的美術板由前作的美術監督船隱雄貴負責。片頭曲的CD封面也是由船隱繪製的。
另外，第5話也找來曾任《刀劍神域 Alicization》副導演的佐久間貴史擔任演出師，第9話找來《青春豬頭少年不會夢到兔女郎學姊》人物設定師兼總作畫監督田村里美擔任作畫監督。女兒節娃娃專門店「鈴木人形」協助本作進行有關女兒節娃娃的現場取材。

#### 故事編排
製作組經過一番思考後，還是覺得第1話停在男女主角「《聖♡濕漉漉女子學園 大小姐是恥辱俱樂部 淫亂的夢幻生活2》的黑江雫！」「你說甚麼？」這段對話是最好的。導演篠原啓輔希望在後半才慢慢展露海夢的性格，以免在前半就讓觀眾猜到接下來的發展而變得無趣。不過只是描寫新菜並不足以排滿第1話的篇幅，因此決定增加新菜家裏的部份，並在美術監督根本洋行和副導演平峯義大的努力下創作出新菜家。順着故事發展，量尺寸的劇情就會放到第2話。製作組決定第2話只包括量尺寸的劇情，以加強作畫來對應，而不繼續推動至接下來在學校的劇情，以免令人難以明白第2集在故事上想表達些甚麼。

#### 配音
飾演四名主要角色的石毛翔彌、直田姬奈、種崎敦美和羊宮妃那都是初次共同演出，其中只有飾演紗壽葉的種崎是資深聲優。四人都是經試音取得角色。種崎在試音時除了應徵紗壽葉之外，也有應徵心壽一角。這次是新人聲優羊宮第一次經試音取得動畫角色。據種崎所講，由於本作聲優人數很少，因此未受疫情下收錄人數限制的影響，跟她對戲的聲優都是一同錄音的。石毛亦在另一篇訪問提到，由於可以一同錄音，因此雖然跟種崎是初次見面，但在第6集浴室一幕兩人一起慘叫時依然很合。
飾演海夢的直田在試音前覺得這次的角色很適合自己，覺得自己有機會取得角色。在錄音時，她收到的指示為以「有男子氣概」、「像個小學生男孩子」為基礎，比起可愛更為追求爽快感。她又提到製作組希望她和石毛呈現自然的演技。
種崎飾演的紗壽葉在第6集登場，在錄音前收到的預習用影片包括了第5集海夢和新菜乘火車回去的部份。種崎只聽到影片開首「喜多川同學，非常的美麗」、「欸……欸～～」兩句對白，就已感到兩名聲優非常優秀，演活了海夢和新菜，讓她對接下來要作為新角色加入感到十分緊張。
石毛和直田在訪問中提到，他們有一些劇本上沒有的地方，會根據原作漫畫作即興演出。例如第1集海夢在新菜答應時的高興得跳起來的模樣、第3集兩人在走出拉麵店後有關《濕漉女》的對話等等。

#### 動畫片頭、片尾
本作動畫片頭由梅木葵擔任導演，本篇人物設定師兼總作畫監督石田一將擔任作畫監督。動畫製作人梅原翔太稱對梅木的印象是「能夠自己一人完成工作」，故以「請以不管卡路里消耗的梅木小姐來」的感覺去委托她擔任此職。由於梅木並沒有參與本篇製作，於是梅原找來多名有參與本篇的人來製作片頭。其中Meka Aoratos（本名朱浩然）雖然因處於休業狀態而沒有參與本篇製作，但梅原翔太曾在同由CloverWorks製作的《奇蛋物語 Wonder Egg Priority》裏認識Meka後，想再找他來創作，於是還是邀請他加入片頭製作。Meka負責新菜和海夢相遇打招呼的原畫，FAR擔任Meka的英語翻譯。
片頭開頭的四幕海夢特寫由負責，梅木稱很快就完成原畫，而且成品很好，只有很少作畫監督修改。在第一幕至第二幕海夢特寫之間展出服裝的部份，由擔任本篇服裝設定的西原惠利香親自負責，片頭後段穿着不同服裝的海夢也是出自西原之手。接下來五個分鏡分別由吉川知希（起床、煮飯／賴床，兩個分鏡）和宮內崇（吃飯、消遣、出門，三個分鏡）負責。過了Meka的部份後，乾姐妹出場一段的三個分鏡由渡部櫻（渡部さくら）負責。以上有三個分鏡出現螢幕上的劇中劇，由負責；梅木很喜歡《我家的女僕有夠煩！》的片尾，故對山本參與製作感到很高興（山本是該片尾的導演和唯一原畫師）。新菜製作服裝的七個分鏡由信州雨中一手包辦，信州在開會時有帶來真實的裁縫工具，並就每個分鏡將自己使用這些工具的樣子拍攝下來，作為作畫的參考。新菜完成服裝至海夢穿上服裝，共五個分鏡，由新沼拓也負責。
副歌開頭的長分鏡（男女主角轉圈圈全段）由本篇主動畫師高橋尚矢負責。梅木形容這個部份是所有分鏡中最困難的，因此十分感謝高橋主動提出要負責這個部份。接下來在穿着不同服裝的海夢（西原惠利香負責的部份）後面跳舞的三個海夢由山崎爽太負責，梅木指這是在動畫製作進入要通宵工作的時期裏，山崎在「最後的最後」生出來的作品；該段每張原畫走6幀。最後一段四個分鏡由小林惠祐負責。有1名第二原畫師，這是他的名字首次列出片頭製作人員名單上。片頭共38個分鏡，起用以上12名原畫師、1名第二原畫師。
片尾動畫由一人製作。隸屬於STUDIO COLORIDO，曾獲第3屆作畫王比賽（作画王グランプリ）冠軍。動畫製作人梅原翔太看到在比賽中的作品，決定委托他參與動畫製作。雖然那時手上還有其他工作，但在STUDIO COLORIDO的安排下調整時程，得以完成這次的動畫片尾。

#### 劇中劇
由第6集起出現動畫片段的劇中劇《花公主烈！！》（フラワープリンセス烈!!）由在動畫片頭中負責劇中劇分鏡的擔任人物設定師和作畫監督。劇中劇角色二階堂紫苑、二階堂音苑和紫苑的花寵物的聲優分別為宍戶留美、桑島法子和菊池心。三名角色的錄音工作於2021年的夏天進行。《花公主烈！！》主角天花寺米萊和音苑的花寵物在第7集初次在劇中劇裏有對白，其聲優分別是丹下櫻和宮田幸季。

#### 主要製作人員名單
- 原作：福田晉一
- 導演：篠原啓輔
- 副導演：平峯義大
- 系列構成、劇本：富田賴子
- 角色設定、總作畫監督：石田一將
- 總作畫監督：小林真平、川妻智美、山崎淳
- 主動畫師：高橋尚矢
- 服裝設計：西原惠利香
- 色彩設計：山口舞
- 美術設定：根本洋行
- 特殊效果：入佐芽詠美
- 攝影監督：
- 技術指導：佐久間悠也
- CG指導：宮地克明
- 編輯：平木大輔
- 音樂：中塚武
- 音響監督：藤田亞紀子
- 音響效果：野崎博樹、小林亞依里
- 動畫製作：CloverWorks[42][13]
- 製作：製作委員會（Aniplex，史克威爾艾尼克斯、Movic、TOKYO MX、BS11、STUDIO MAUSU）

### 主題曲
第1季
片頭曲璀璨時光
主唱：Spira Spica，作詞：幹葉，作曲：寺西裕二，編曲：If I
片頭曲璀璨時光以男主角新菜為出發點，而片尾曲戀愛的去向以女主角海夢為出發點。
片尾曲戀愛的去向
主唱：Akari Akase，作詞、作曲、編曲：NA.ZU.NA
插入曲有想對你說的話（第12集）
主唱：Spira Spica，作詞：幹葉，作曲：寺西裕二，編曲：If I
第2季
片頭曲
演唱：Spira Spica，作詞：幹葉，作曲、編曲：清家寬
片尾曲Kawaii Kaiwai
演唱：PiKi

### 集數列表
| 話數   | 標題                         | 劇本     | 分鏡                 | 演出       | 作畫監督                                    | 總作畫監督                           | 首播日期      |       |       |       |       |       |       |       |       |       |       |       |       |       |       |       |       |       |
| 第1季  | 第1季                        | 第1季    | 第1季                | 第1季      | 第1季                                       | 第1季                                | 第1季         | 第1季 | 第1季 | 第1季 | 第1季 | 第1季 | 第1季 | 第1季 | 第1季 | 第1季 | 第1季 | 第1季 | 第1季 | 第1季 | 第1季 | 第1季 | 第1季 | 第1季 |
| ------ | ---------------------------- | -------- | -------------------- | ---------- | ------------------------------------------- | ------------------------------------ | ------------- | ----- | ----- | ----- | ----- | ----- | ----- | ----- | ----- | ----- | ----- | ----- | ----- | ----- | ----- | ----- | ----- | ----- |
| 第1話  | 和自己生活在截然不同世界的人 | 富田賴子 | 篠原啓輔             | 篠原啓輔   | 小林真平、川妻智美、山崎淳                  | 石田一將                             | 2022年 1月9日 |       |       |       |       |       |       |       |       |       |       |       |       |       |       |       |       |       |
| 第2話  | 馬上就來做吧？               | 富田賴子 | 平峯義大             | 平峯義大   | 伊藤弘樹、村井夏織                          | 川妻智美                             | 1月16日       |       |       |       |       |       |       |       |       |       |       |       |       |       |       |       |       |       |
| 第3話  | 那就在一起吧？               | 富田賴子 | 篠原啓輔             | 佐竹秀幸   | 大成麻子、冰室陽、佐竹秀幸                  | 石崎淳                               | 1月23日       |       |       |       |       |       |       |       |       |       |       |       |       |       |       |       |       |       |
| 第4話  | 這是女朋友的嗎？             | 富田賴子 | 小室裕一郎           | 小室裕一郎 | 村井夏織、渡邊光、龍光、明光、銀            | 石田一將                             | 1月30日       |       |       |       |       |       |       |       |       |       |       |       |       |       |       |       |       |       |
| 第5話  | 因為這是在場最棒的乳袋吧？   | 富田賴子 | 平峯義大             | 佐久間貴史 | 助川裕彥                                    | 山崎淳                               | 2月6日        |       |       |       |       |       |       |       |       |       |       |       |       |       |       |       |       |       |
| 第6話  | 真假！？                     | 富田賴子 | 牛嶋新一郎           | 牛嶋新一郎 | 伊藤弘樹、富田真理                          | 小林真平、川妻智美、山崎淳、石田一將 | 2月13日       |       |       |       |       |       |       |       |       |       |       |       |       |       |       |       |       |       |
| 第7話  | 和喜番的人在家約會太不妙了   | 富田賴子 | 平峯義大             | 佐沼       | 石川獎士、古德真美、藤崎真吾、北島勇樹      | 小林真平                             | 2月20日       |       |       |       |       |       |       |       |       |       |       |       |       |       |       |       |       |       |
| 第8話  | 我推薦逆光拍                 | 富田賴子 | 川上雄介             | 川上雄介   | 小林惠祐                                    | 中村真由美                           | 2月27日       |       |       |       |       |       |       |       |       |       |       |       |       |       |       |       |       |       |
| 第9話  | 看了照片之後發生了些事       | 富田賴子 | 山崎雄太             | 山崎雄太   | 田村里美、村井夏織                          | 小林真平、石田一將                   | 3月6日        |       |       |       |       |       |       |       |       |       |       |       |       |       |       |       |       |       |
| 第10話 | 每個人的心裏都有各種想法     | 富田賴子 | 杉野垣裕菜           | 中込健人   | 助川裕彥                                    | -                                    | 3月13日       |       |       |       |       |       |       |       |       |       |       |       |       |       |       |       |       |       |
| 第11話 | 我現在在愛情賓館             | 富田賴子 | 山本                 | 山本       | 山崎淳、富田真理、冰室陽、Park Se Young、   | 山崎淳                               | 3月20日       |       |       |       |       |       |       |       |       |       |       |       |       |       |       |       |       |       |
| 第12話 | 恋上换装娃娃                 | 富田賴子 | 山崎雄太             | 平峯義大   | 小林真平、田村里美、石田一将、山崎淳        | 石田一將、山崎淳                     | 3月27日       |       |       |       |       |       |       |       |       |       |       |       |       |       |       |       |       |       |
| 第2季  |                              |          |                      |            |                                             |                                      |               |       |       |       |       |       |       |       |       |       |       |       |       |       |       |       |       |       |
| 第13話 | 五条新菜 15歲 青春期         | 富田賴子 | 篠原啓輔             | 篠原啓輔   | 石田一将、山崎淳                            | 石田一将、山崎淳、八重樫洋平         | 2025年 7月6日 |       |       |       |       |       |       |       |       |       |       |       |       |       |       |       |       |       |
| 第14話 | 因為胸部是可以裝備上去的     | 富田賴子 | 山本                 | 山本       | 高橋尚矢、                                  | 石田一将、山崎淳、八重樫洋平         | 7月13日       |       |       |       |       |       |       |       |       |       |       |       |       |       |       |       |       |       |
| 第15話 | 日常篇也超喜歡的～～～♡♡♡    | 富田賴子 | 吉川知希             | 吉川知希   | 助川裕彦、稻田舞                            | 石田一将、山崎淳、八重樫洋平         | 7月20日       |       |       |       |       |       |       |       |       |       |       |       |       |       |       |       |       |       |
| 第16話 | 有關我身體的事，他全都知道   | 篠原啓輔 | 黑澤守               | 佐久間貴史 | 上武優也、伊藤弘樹                          | 石田一将、山崎淳、八重樫洋平         | 7月27日       |       |       |       |       |       |       |       |       |       |       |       |       |       |       |       |       |       |
| 第17話 | 8億                          | 富田賴子 | 若林信               | 小室裕一郎 | 山崎淳、有間涼太、h.s、八重樫洋平           | 石田一将、山崎淳、八重樫洋平         | 8月3日        |       |       |       |       |       |       |       |       |       |       |       |       |       |       |       |       |       |
| 第18話 | 我絕對會用這雙手             | 富田賴子 | 刈谷暢秀、齋藤圭一郎 | 刈谷暢秀   | 上武優也、高橋尚矢、Nogya、山崎淳、石田一将 | 石田一将、山崎淳、八重樫洋平         | 8月10日       |       |       |       |       |       |       |       |       |       |       |       |       |       |       |       |       |       |
| 第19話 | 留下回憶吧！                 | 山本     | 山本                 | 山本       | 小田景門                                    | 石田一将、山崎淳、八重樫洋平         | 8月17日       |       |       |       |       |       |       |       |       |       |       |       |       |       |       |       |       |       |

### 播映平台
日本深夜動畫：下文記載的日本国内播放時間使用日本標準時間（UTC+9）表示。因為部分時間标识會採用30小时制，因此請留意这类超过24:00的时间，其實際播放時間為翌日清晨。
| 播放日期               | 播放時間（UTC+9）    | 播放電視台   | 播放地區   | 備註             |
| ---------------------- | -------------------- | ------------ | ---------- | ---------------- |
| 2022年1月8日－3月26日  | 星期六 24:00 - 24:30 | TOKYO MX     | 東京都     |                  |
| 2022年1月8日－3月26日  | 星期六 24:00 - 24:30 | 栃木電視台   | 栃木縣     |                  |
| 2022年1月8日－3月26日  | 星期六 24:00 - 24:30 | 群馬電視台   | 群馬縣     |                  |
| 2022年1月8日－3月26日  | 星期六 24:00 - 24:30 | BS11         | 日本全國   | 衛星廣播         |
| 2022年1月9日－3月27日  | 星期日 22:00 - 22:30 | AT-X         | 日本全國   | 衛星廣播，有重播 |
| 2022年1月10日－3月28日 | 星期一 26:29 - 26:59 | 讀賣電視台   | 近畿廣域圈 |                  |
| 2022年1月13日－3月31日 | 星期四 25:56 - 26:26 | 名古屋電視台 | 中京廣域圈 |                  |

| 播映地區 | 播映平台 | 播映日期              | 播映時間             | 備註    |
| -------- | --- | --------------------- | -------------------- | ------- |
| 臺灣     | 巴哈姆特動畫瘋、中華電信MOD、Hami Video、LiTV 線上影視、myVideo、遠傳friDay影音 中嘉bb寬頻.bbTV、KKTV、LINE TV、Yahoo TV 一起看、CATCHPLAY、bilibili | 2022年1月9日－3月27日 | 星期日 0:30（UTC+8） | [ 114 ] |

### BD / DVD
| 卷數  | 發售日期       | 收錄話數       | 規格編號      | 規格編號      |
| 卷數  | 發售日期       | 收錄話數       | BD限定版      | DVD限定版     |
| 第1季 | 第1季          | 第1季          | 第1季         | 第1季         |
| ----- | -------------- | -------------- | ------------- | ------------- |
| 1     | 2022年3月23日  | 第1話－第2話   | ANZX-15921/2  | ANZB-15921/2  |
| 2     | 2022年4月27日  | 第3話－第4話   | ANZX-15923/4  | ANZB-15923/4  |
| 3     | 2022年5月25日  | 第5話－第6話   | ANZX-15925/6  | ANZB-15925/6  |
| 4     | 2022年6月29日  | 第7話－第8話   | ANZX-15927/8  | ANZB-15927/8  |
| 5     | 2022年7月27日  | 第9話－第10話  | ANZX-15929/30 | ANZB-15929/30 |
| 6     | 2022年8月31日  | 第11話－第12話 | ANZX-15931/2  | ANZB-15931/2  |
| 第2季 |                |                |               |               |
| 7     | 2025年9月24日  | 第13話－第14話 | ANZX-17661/2  | ANZB-17661/2  |
| 8     | 2025年10月29日 | 第15話－第16話 | ANZX-17663/4  | ANZB-17663/4  |
| 9     | 2025年11月26日 | 第17話－第18話 | ANZX-17665/6  | ANZB-17665/6  |
| 10    | 2025年12月24日 | 第19話－第20話 | ANZX-17667/8  | ANZB-17667/8  |
| 11    | 2026年1月28日  | 第21話－第22話 | ANZX-17669/70 | ANZB-17669/70 |
| 12    | 2026年2月25日  | 第23話－第24話 | ANZX-17671/2  | ANZB-17671/2  |

### 迴響（電視動畫）
原著作者福田晉一非常滿意動畫成品。她在2021年10月宣傳片公開後，在Twitter表示「（動畫）好到讓我哭出來」。她在收到動畫第1、2集成品後，對動畫品質之高十分感動，開心得不斷觀看這兩集，共看了13個小時。她也很早就預訂了BD。她稱由直田姬奈飾演的海夢跟她想像中一模一樣；而她覺得石毛翔彌飾演的新菜則聲音有點太帥氣，但指他的演技讓新菜這個角色變得更加誠懇和纖細。
首集播出之後，在Reddit、Anime Corner以及Anitrendz的當週動畫排行榜均位居第三，位於《鬼滅之刃 遊郭篇》及《進擊的巨人》最終季之後。
2022年1月26日，上傳至Aniplex YouTube頻道的動畫片頭的觀看次數突破100萬次，3月3日突破200萬次。1月27日，官方Twitter的追隨者人數突破10萬人，3月22日突破20萬人。
2022年1月22日，片尾曲歌手Akari Akase（あかせあかり）上傳至個人YouTube頻道的片尾MV觀看次數突破100萬次，到3月突破500萬次。Akari Akase是cosplayer，MV中對於喜多川海夢、黑江雫和黑翠蝶花的角色扮演受到好評。
第4集中講述女兒節娃娃在現代中已演變成會有金髮、附眼睫毛、塗粉紅色唇膏等新穎款式。女兒節娃娃專門店「鈴木人形」第三代老闆鈴木慶章接受採訪時表示，在該集播出後，該店用於該季度的現代風格娃娃系列「Bell's kiss」的300套娃娃全部售出。
2022年2月6日，eStream宣佈旗下的人偶品牌「SHIBUYA SCRAMBLE FIGURE」將推出海夢的1/7比例人偶；7月22日起接受預訂。2月11日，Good Smile Company宣佈將推出海夢的黏土人。
根據GEM Partners統計各影視作品（包括動畫以外的作品）在19間固定收費影音平台的觀看次數，《戀上換裝娃娃》於2022年3月第一星期的排名為第5位，初次登上頭五。

## 電視劇
改編電視劇於2024年10月9日（8日深夜）起至12月11日（10日深夜）在MBS・TBS深夜電視劇時段「Dramaism」播出。由永瀨莉子與野村康太雙主演。
臺灣由KKTV於2024年10月9日起跟播。

### 演員列表
- 喜多川海夢：永瀨莉子
- 五條新菜：野村康太
- 乾紗壽葉：池田朱那[132]
- 乾心壽：豐島心櫻[132]
- 天野千歳：鹽崎太智[132]
- 五條薫：山田明鄉[132]

## 外部連結
- 漫畫官方網站（日語）
- 電視動畫官方網站（日語）
- 電視動畫官方的X（前Twitter）（日語）
- 電視劇官方網站（日語）